# Твердохлеб, Василиса Михайловна
Василиса Михайловна Твердохлеб (28.03.1925 — ?) — звеньевая колхоза «Ленинская правда» Дондюшанского района Молдавской ССР, Герой Социалистического Труда (23.06.1966).

## Биография
Родилась 28 марта 1925 года в селе Марамоновка, ныне Дондюшанский район Молдавии.
Работала там же в колхозе, который сначала назывался «Аврора», а затем — «Ленинская правда».
В 1958—1978 годах звеньевая полеводческой бригады. В 1961—1965 гг. в среднем за год в её звене получено по 306,9 центнера с гектара сахарной свёклы, 44,3 ц/га зерна кукурузы и 25,2 ц/га семян подсолнечника.
За это достижение Указом от 23.06.1966 присвоено звание Героя Социалистического Труда.
В 1966—1969 годах урожайность кукурузы на зерно составляла от 67 до 78 центнеров с гектара. За это награждена орденом Октябрьской Революции.
С 1979 года звеньевая табаководческого звена.
Делегат Третьего Всесоюзного съезда колхозников (1969).